# Save Our Children

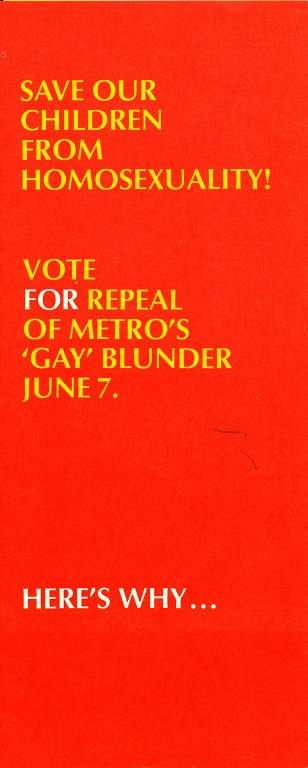
Folleto de la campaña.

Save Our Children, Inc o Salvemos a nuestros hijos fue una campaña política organizada por una coalición de grupos fundamentalistas cristianos en 1977 en contra de una ordenanza legislativa de aplicación regional que prohibía la discriminación por orientación sexual en ámbitos como la vivienda, el empleo o el alojamiento público en el estado de Florida. Save our children fue el primer movimiento organizado contra el movimiento LGBT tras los disturbios de Stonewall de 1969. Esta campaña fue liderada por la conocida cantante Anita Bryant.

## Contexto
En enero de 1977 en el condado de Dade (actualmente condado de Miami-Dade) se aprobó una ordenanza municipal, propuesta por Ruth Shack, que prohibía la discriminación por razones de orientación sexual en el ámbito laboral, la asistencia pública y la vivienda. Desde que se presentó el proyecto de ordenanza en diciembre de 1976 Anita Bryant organizó una campaña ampliamente publicitada con el objetivo de conseguir la derogación de esta ordenanza alegando que la ordenanza discriminaba a familias como la suya que querían educar a sus hijos en la moralidad cristiana.
Aunque en Estados Unidos el movimiento gay que llevaba casi una década había conseguido cambiar la imagen de la homosexualidad en una parte de la sociedad, los derechos de los homosexuales todavía suscitaban una gran oposición en los grupos conservadores del país y muchos homosexuales todavía estaban en el armario.

## Campaña y resultados

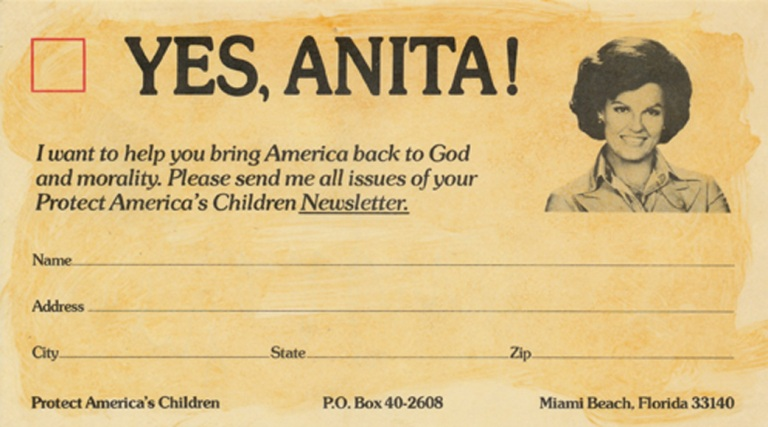
Tarjeta de recaudación de fondos de la campaña.

Tras ser aprobada la ordenanza por una comisión municipal por 5 votos a 3, se organizó una recogida de firmas que consiguió más de las 100.000 firmas necesarias[cita requerida] para someter la ordenanza a referéndum, que quedó establecido para el 7 de julio de 1977.
La estrategia de la campaña consistió principalmente en presentar a los homosexuales como inmorales e indecentes a los que había que parar porque querían pervertir a los niños. La coalición estuvo muy bien organizada y recibió el apoyo de los grupos cristianos conservadores de todo el país como Mayoría Moral liderada por el reverendo Jerry Falwell y relevantes políticos del partido republicano como el senador Jesse Helms.
El éxito del movimiento animó a que se organizaran campañas similares en otras ciudades de Estados Unidos donde se habían aprobado legislaciones antidiscriminación como en Minneapolis-San Paul, Wichita (Kansas) y Eugene (Oregón) que también consiguieron su objetivo. Save our children también se involucró en la campaña de la proposición 6 en California que pretendía despedir de las escuelas públicas a todos los empleados abiertamente gais y que no consiguió ser aprobada en 1978.
El movimiento de Save our children tuvo gran pujanza durante 1977 y 1978, pero tras sus éxitos iniciales fue perdiendo fuerza y en 1979 los grupos cristianos conservadores le retiraron su apoyo a raíz del divorcio de Anita Bryant.

## Reacción

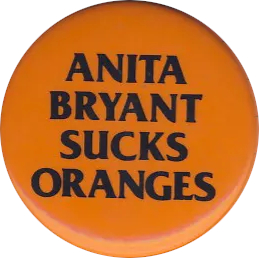
Chapa opositora: Anita chupa naranjas (juega con el doble sentido de sucks que se puede traducir como es una mierda).

La campaña cogió por sorpresa a los homosexuales de Florida, mal organizados, con muy pocos miembros en los grupos de defensa de derechos civiles para los gais. Aunque pidieron la ayuda de asesores políticos de estados más acostumbrados en esta clase de lucha, como Ethan Geto de Nueva York y Jim Foster de San Francisco, sus medidas causaron controversia y desunión y no consiguieron una respuesta contundente y unitaria de la comunidad gay.
La contestación se centró en descalificar la figura de Anita Bryant. Se convocó un boicot a las naranjas de Florida que tenían a Bryant como imagen publicitaria y se organizaron manifestaciones protestando en el exterior de sus mítines. La cantante fue una de las primeras figuras públicas en recibir un tartazo en la cara por parte de un activista.
Aunque esta no había sido la primera vez que una disposición antidiscriminación había sido retirada, esta campaña fue la que tuvo mayor repercusión en los medios de comunicación del momento y causó un gran pesar en la comunidad gay de todo Estados Unidos su victoria. El nombre de Anita Bryant se convirtió en sinónimo de homofobia y recibió gran contestación en las manifestaciones del orgullo gay de todo el país, llevando al convencimiento de que el movimiento gay debía unirse en grupos de reivindicación y lucha mejor organizados.